# Palythoa capensis
Palythoa capensis är en korallart som beskrevs av Alfred Cort Haddon och Brian I. Duerden 1896. Palythoa capensis ingår i släktet Palythoa och familjen Zoanthidae. Inga underarter finns listade i Catalogue of Life.